# Potatismos

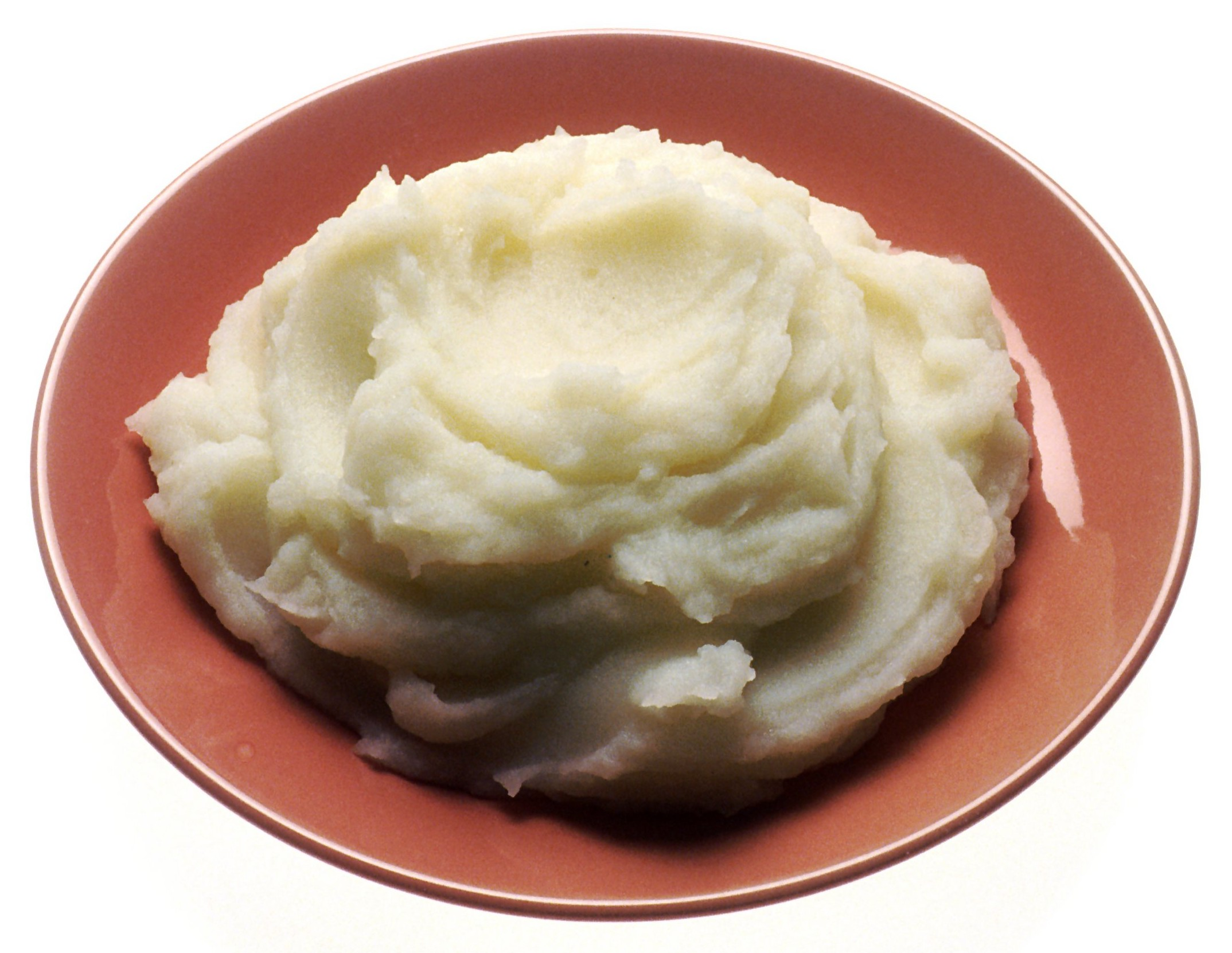
Potatismos på tallrik.

Potatismos eller potatispuré är en maträtt bestående av kokt och mosad potatis som blandas med smör och mjölk eller grädde. Det är fördelaktigt att använda "mjöliga" potatissorter, medan färskpotatis ska undvikas. Vanligen kryddas potatismoset med salt, vitpeppar och eventuellt mald eller riven muskotnöt. Potatismos kan serveras tillsammans med exempelvis korv, köttbullar eller fiskpinnar, ingår i maträtten lapskojs och ett viktigt tillbehör till maträtter som plankstek. I Sverige är det även en huvuddel av gatukökens mål mosbricka och i de göteborgska rätterna hel och halv special. Potatismos ingår ofta också i en tunnbrödsrulle.
För att tillaga potatismos kan man antingen använda en potatisstöt, en potatispress eller en elvisp. Använder man mixer eller matberedare kan den höga hastigheten göra att stärkelse utvecklas och moset blir klistrigt.

## Pulvermos
Maträtten säljs även som halvfabrikat, vardagligt kallat pulvermos, i form av pulver som ska röras ut med hett vatten och/eller mjölk. Engelsmännen åt pulvermos i ökenkriget under 1940-talet.
Efter att den svenska armén haft problem med potatisförsörjningen började Herbert Felix, som drev en gurkindustri, tillverka pulvermos i en fabrik i England under 1950-talet. 1956 (eller möjligen 1954) lanserade Felix potatismospulvret Pem (skrivet PeM) i handeln. Till en början uppfattades emellertid företaget AB Felixs pulvermos som nästan oätligt av militärer, och det dröjde till 1960-talet innan det ansågs helt ätbart. Det svensktillverkade potatismospulvret Pem upphördes att tillverkas då företaget 1962 började marknadsföra "Felix potatismospulver".

## Pressad potatis
Pressad potatis påminner om potatismos. Den kokta potatisen pressas med en potatispress eller liknande och kryddas. Skillnaden är att inget smör, mjölk eller grädde behöver tillsättas.